# 1874년 영국 총선
1874년 영국 총선은 1872년의 비밀선거법을 통해 치러진 최초의 비밀선거로, 윌리엄 글래드스톤 수상의 자유당이 과반을 득표했으나, 벤자민 디즈레일리 전 수상의 보수당이 과반 의석을 획득해 정권을 잡았고, 아일랜드인들의 자치당이 제3당으로 부상했다.

## 선거 결과
정당별 의석수
| 정당   | 의석수 |
| ------ | ------ |
| 보수당 | 350    |
| 자유당 | 242    |
| 자치당 | 60     |
| 합계   | 652    |

정당 득표율
| 정당   | 득표수    | 득표율 |
| ------ | --------- | ------ |
| 자유당 | 1,281,159 | 52%    |
| 보수당 | 1,091,708 | 44.3%  |
| 자치당 | 90,234    | 3.7%   |